# The Makemakes
The Makemakes es una banda austriaca de Pop rock fundada en el año 2012, compuesta por los cantantes Dominic «Dodo» Muhrer, Markus Christ y Florian Meindl. El nombre del grupo tiene su origen en el del planeta enano Makemake que a su vez debe su nombre a una deidad de la Isla de Pascua.
Esta banda fue iniciada en el 2012, siendo 15 de junio el día en el que debutaron lanzando su primer sencillo llamado «The Lovercall». La canción alcanzó el puesto número 6 en la lista principal Ö3 Austria Top 40. Posteriormente, el 15 de abril de 2014 lanzaron el sencillo «Million Euro Smile» que en la lista nacional alcanzó el puesto 2.

## Eurovisión 2015
El 13 de marzo de 2015 se presentaron a la selección nacional para participar en eurovisión, organizada por la cadena nacional Österreichischer Rundfunk (ORF), en la que resultaron ser clasificados y elegidos con la canción «I Am Yours», para representar a Austria en el Festival de la Canción de Eurovisión 2015 que se celebró el día 23 de mayo en el Wiener Stadthalle de la ciudad de Viena. Finalizaron en el 26° y con 0 puntos, empatando con Alemania.
En junio de 2015 acompañaron al grupo estadounidense OneRepublic en un Tour por varias capitales del sureste de Europa.
En noviembre de 2016 con el sencillo «All You Ever Need» llegaron al n.º 1 de la principal lista de éxitos de Austria (Ö3 Austro Charts).

## Discografía

### Álbumes
- 2015 - The Makemakes

### Sencillos
- 2012 - The Lovercall
- 2012 - Killing the Director
- 2014 - Million Euro Smile
- 2015 - I Am Yours
- 2015 - Big Bang
- 2015 - You Are Not Alone
- 2015 - Little Is Much More
- 2015 - Heartache
- 2015 - All You Ever Need
- 2015 - Please Come Home for Christmas
- 2017 - Climb Every Mountain
- 2018 - Keep On Moving
- 2019 - Freedom
- 2019 - The Beach